# Servicio de Fuego y Rescate de Israel

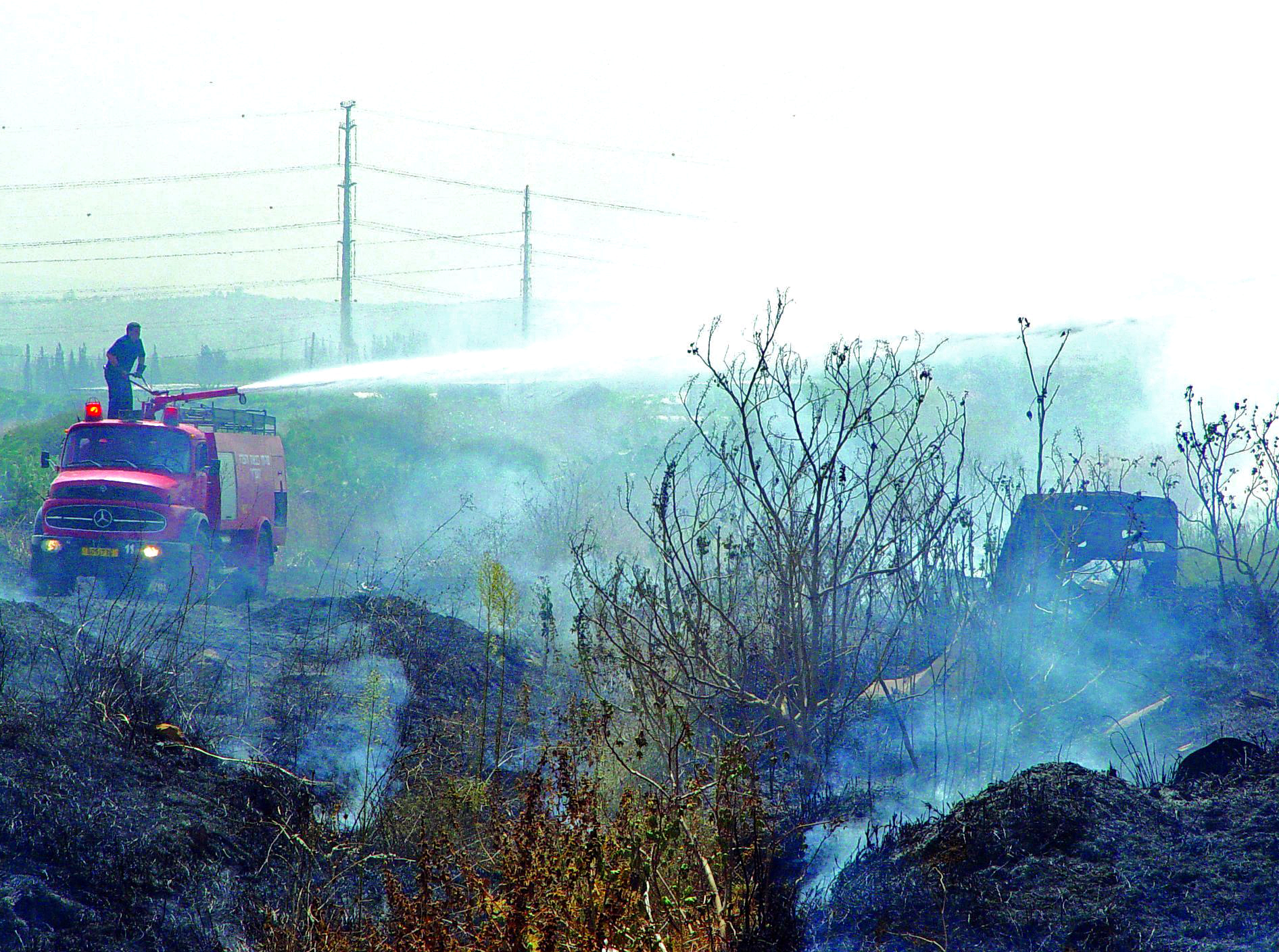
Bomberos israelíes apagando un incendio forestal.

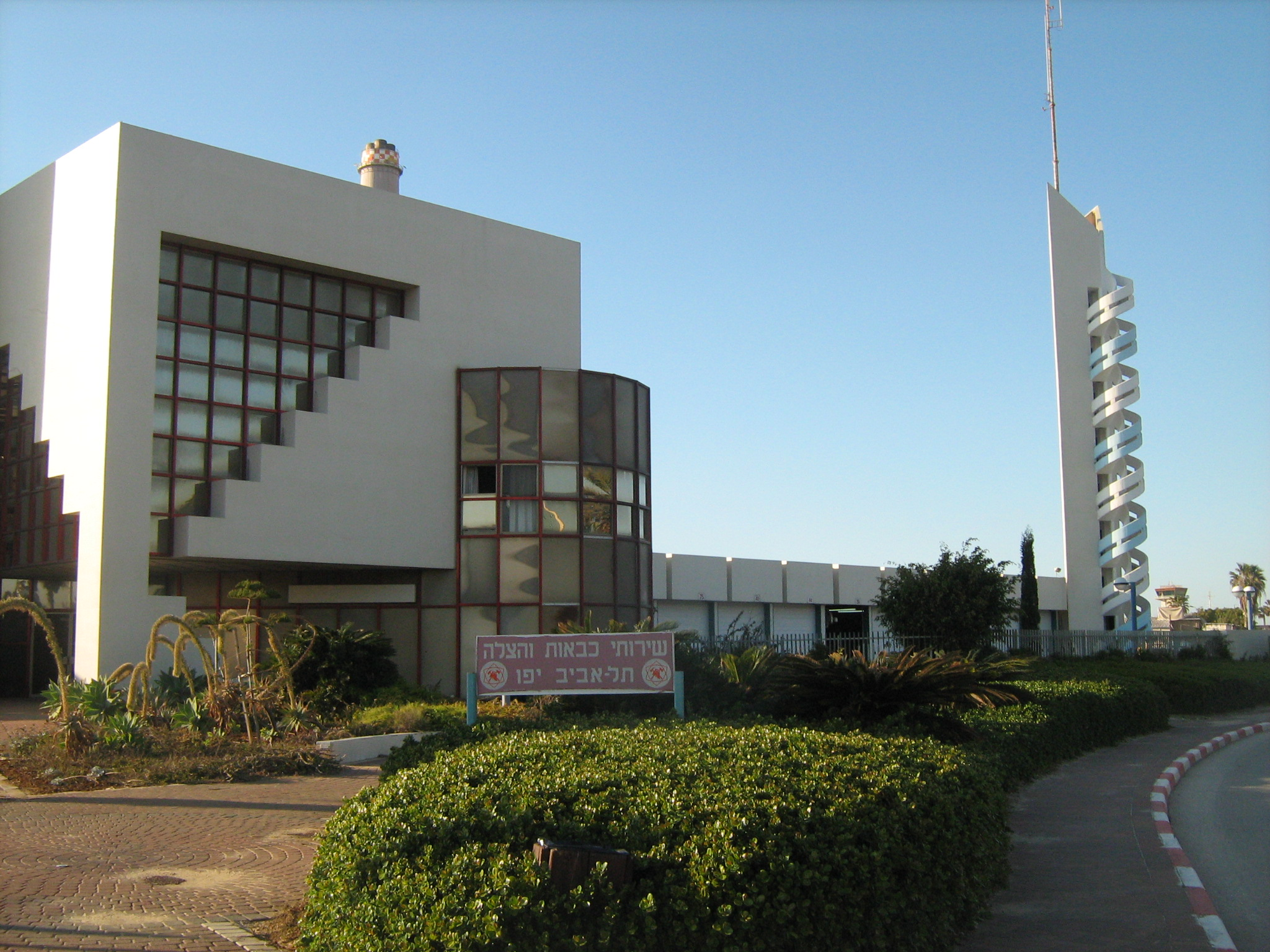
Parque de bomberos en Tel Aviv.

El Servicio de Fuego y Rescate de Israel (en hebreo: הרשות הארצית לכבאות והצלה ) (en inglés: Israel Fire and Rescue Service ) es la organización estatal israelí encargada de luchar contra los incendios y llevar a cabo rescates. La organización también lleva a cabo servicios de rescate después de los atentados terroristas, los accidentes de tránsito, y las fugas de sustancias peligrosas, junto con el Maguén David Adom, el servicio nacional de emergencias. En el año 2010, el director del servicio era el Teniente General Shimon Romach. Administrativamente depende del Ministerio de Seguridad Pública.

## Historia
Después de un incendio en Zikhron Ya'akov en 1897, el Barón Nathan Mayer  Rothschild fundó la primera empresa de extinción de incendios. La empresa tenía 32 miembros y el equipo se trajo desde París, incluidas bombas, mangueras, escaleras, hachas y uniformes con brillantes cascos de cobre y cinturones de cuero. Se formó otra empresa en Tel Aviv en 1925 tras una inundación en el barrio de Brenner, y esta tuvo su sede en la primera estación de bomberos del país, un cobertizo cerca de la comisaría. A lo largo de los años siguientes, se establecieron más compañías y estaciones de bomberos en todo el Yishuv. Cuando Israel se independizó en 1948, había estaciones de bomberos en la mayoría de los asentamientos judíos. Después de la independencia de Israel, se construyeron estaciones de bomberos en varias otras ciudades. La Ley de Servicios de Extinción de Incendios se aprobó en 1959 y entró en vigor en 1960. La ley estableció una fuerza de extinción de incendios totalmente profesional, ya que hasta entonces los bomberos habían sido voluntarios. Después del incendio forestal del Monte Carmelo en 2010, los servicios de bomberos y rescate de Israel se transformaron y mejoraron de una estructura municipal a una fuerza nacional. El gobierno israelí nacionalizó los servicios de bomberos y rescate, hasta entonces, los servicios de bomberos estaban a cargo de las autoridades locales, que cobraban a los ciudadanos por sus servicios. Tras la reforma, el Estado financiaba el servicio como parte del presupuesto gubernamental. Se anunció que la reforma racionalizaría la eficiencia y mejoraría los servicios. Como resultado de la reforma, los bomberos adquirieron decenas de nuevos camiones de bomberos y nuevos equipos, y se estableció un escuadrón aéreo de extinción de incendios. Todos los bomberos y el personal de rescate pasaron a ser empleados gubernamentales dependientes del Ministerio de Seguridad Pública. El 25 de julio de 2012, la Knéset aprobó una ley que establece una autoridad nacional de bomberos, la ley cambió la estructura del servicio de bomberos, y este pasó de ser una fuerza local, a ser una fuerza de ámbito nacional.

## Entrenamiento
Los bomberos israelíes reciben formación en la Academia de Bomberos y Rescate de Israel en Rishon LeZion. Casi todos los bomberos israelíes están certificados en respuesta y manejo de materiales peligrosos (Hazmat), muchos de los cuales están capacitados en las instalaciones de materiales peligrosos de clase mundial en los Países Bajos, y todos tienen certificaciones en extracción, rescate, operación de maquinaria pesada, extinción de incendios forestales, extinción de incendios en estructuras y misiones de búsqueda y rescate (SAR). Un equipo motorizado consta de dos bomberos para responder una alarma de incendio automática y otras llamadas de incendio no estructurales, y la mayoría de las respuestas a incendios estructurales constan de dos equipos motorizados, una compañía de camiones y un camión de rescate y extinción, que también funciona como vehículo de mando. Los incidentes más grandes también pueden requerir un vehículo de comunicaciones, aparatos de rescate pesados y unidades adicionales de apoyo y comando. Sus sistemas de radio funcionan con un sistema de banda ancha convencional de Motorola Mobility y la mayoría de los bomberos también tienen buscapersonas y/o teléfonos walkie-talkie de Motorola.